# Thích Quảng Độ
Thích Quảng Độ, pronuncia tʰic wɐːŋ do, (Vu Doai, 27 novembre 1928 – Ho Chi Minh, 22 febbraio 2020), è stato un monaco buddhista vietnamita, nonché leader religioso.
È stato membro direttivo della Chiesa buddhista unificata del Vietnam dagli anni sessanta del XX secolo alla morte. Si è opposto apertamente al regime e, per questo, fu incarcerato diverse volte. 

## Biografia

### Leader religioso
Nel 1975, dopo che i comunisti presero il potere, Thich Quảng Độ, nella sua qualità di membro direttivo della Chiesa buddhista unificata del Vietnam, protestò contro la violazione della libertà religiosa e la confisca delle proprietà del movimento perpetrate dal governo rivoluzionario. Considerato “un ostacolo” che si frapponeva all'opera del governo in materia religiosa, fu arrestato, insieme ad altri quattro leader del movimento nell'aprile 1977. Furono torturati in carcere; il processo si tenne solamente un anno dopo. A tutti e cinque fu chiesto di confessare di essere membri dei servizi segreti USA. Ma nessuno cedette. Il processo di Thích Quảng Độ cominciò l'8 dicembre 1978. Le accuse contro di lui erano limitate alla “turbativa della pace e diffusione di false informazioni”. Venne assolto e rilasciato.
Per distruggere la popolarità della Chiesa buddhista unificata presso la popolazione, nel 1981 il governo creò una Chiesa buddista ufficiale, che chiamò “Chiesa buddhista del Vietnam”. Una legge apposita sancì l'incorporazione della Chiesa buddhista unificata nella Chiesa ufficiale. Thích Quảng Độ ed altri leader furono tenuti – illegalmente – in arresto per 24 ore affinché non impedissero l'operazione.
Successivamente la Chiesa buddhista unificata venne dichiarata illegale. Fu sulla base di questa legge che il governo giustificò l'arresto, avvenuto il 25 febbraio 1982 di Thích Quảng Độ e Thích Huyen Quang, i due capi della “recalcitrante opposizione”, così come vennero definiti. I due vennero trasferiti in due luoghi diversi. Thích Quảng Độ fu confinato nel paese natale, Vu Doai (nella provincia di Thai Binh), la madre subì la stessa punizione, nonostante fosse ultranovantenne, e morì di stenti nell'inverno del 1985.

### Arresti e imprigionamenti
Nel marzo 1992, dopo oltre dieci di anni di confino, Thích Quảng Độ decise di ritornare a Saigon. Nell'agosto 1994 scrisse un documento di 44 pagine che inviò al Segretario generale del partito comunista, Do Muoi, descrivendo nel dettaglio le persecuzioni che la Chiesa buddhista unificata aveva subito da quando i comunisti  erano saliti al potere. Per il solo fatto di aver redatto quel documento, venne nuovamente arrestato il 4 gennaio 1995.
Il processo cominciò il 15 agosto a Ho Chi Minh; l'accusa questa volta era pesante: “atti contrari alla politica del governo e danneggiamento degli interessi dello stato». La prova principale contro di lui riguardava il tentativo di organizzare la raccolta straordinaria di cibo per le famiglie che vivevano nel delta del Mekong, vittime dello straripamento del fiume, e consegnare una lettera scritta da Thích Huyen Quang, il patriarca del movimento, il quale pagò il suo gesto con gli arresti domiciliari, in cui fu tenuto fino alla morte, nel 2008. Dal canto suo, Thích Quảng Độ fu condannato a cinque anni di carcere.
Uscì dal carcere il 30 agosto 1998. Ma non ebbe mai la piena libertà: periodicamente fu sottoposto ad arresti ed interrogatori. Nonostante questo, denunciò le violazioni dei diritti umani subite, sia nelle interviste concesse ai mass media stranieri, sia nelle lettere inviate ai leader mondiali. La sua causa ottenne una vasta eco nell'opinione pubblica mondiale. Nel 2000 un gruppo di 200 parlamentari di Stati Uniti, Canada, Australia, Francia e Belgio lo candidò al Premio Nobel per la Pace.
Il 23 marzo 1999 fu arrestato ed interrogato per sei ore consecutive dopo che si era incontrato con il patriarca della Chiesa buddhista unificata, nella provincia di Quang Ngai. Fu poi riportato sotto scorta fino a Ho Chi Minh.
Nel giugno 2001 Thích Quảng Độ lanciò l'«Appello per la democrazia in Vietnam», dichiarando la sua intenzione di accompagnare a Saigon il patriarca Thích Huyen, all'epoca ottantaduenne, agli arresti domiciliari da 19 anni. La polizia creò un cordone di “sicurezza” attorno alla sua pagoda per evitare che mettesse in atto il suo proposito. Fu poi condannato agli arresti domiciliari nel tempio Thanh Minh a Saigon.

### Ultimi anni
Nel gennaio 2008 la rivista A Different View nominò Thích Quảng Độ tra i 15 «Campioni della democrazia mondiale». La lista includeva personaggi come Nelson Mandela, Lech Wałęsa, Corazon Aquino e Aung San Suu Kyi.
Thích Quảng Độ interruppe gli arresti domiciliari nel luglio 2008 per recarsi al capezzale del confratello Thích Huyền Quang, per assistere alla sua morte nel suo monastero, dov'era costretto agli arresti domiciliari.